# ロングアイランド鉄道C3型客車
C3型客車は、アメリカのロングアイランド鉄道が1998年に導入した二階建て客車。川崎重工業が製造を担当した。

## 概要
非電化区間への直通列車に用いていた客車の老朽化を受け、ロングアイランド鉄道は1991年に二階建て客車の試作車としてC1型客車が10両導入された。その試験結果が良好だった事を受け、1994年に座席配置などを改良した二階建て客車の量産を決定し、編成を組むDE30AC形・DM30AC形機関車（EMD製）と共に1997年以降製造が行われた。
車種は運転台+トイレ付きの制御車（C-car）、中間客車（T-car）、トイレ付中間客車（T/T-car）の3種類が存在する。全車種とも上層階に60名、下層階に62名分の座席が設置され、人間工学に基づいて設計された広い足元スペースと清掃の容易さを可能にした構造となっている。また中層階には車椅子に対応した座席が2箇所設置されている。
車両電源は機関車から4本の配線を通して供給される一括供給方式（480V AC ヘッドエンドパワー）を採用しており、各車両の方向は固定されている。